# 市東村
市東村（しとうむら）は、かつて千葉県市原郡に存在し、昭和の大合併で廃止された村。現在の市原市の北東部（市津地区）に所在していた。

## 地理
市原郡（郡域はほぼ現在の市原市と重なる）の北東端に位置した村である。1916年（大正5年）時点で、北に千葉郡誉田村・椎名村、東に山武郡土気本郷町、南に長生郡上長柄村・二宮本郷村・新治村、西に湿津村・菊間村と接する。
1916年（大正5年）に編纂された『千葉県市原郡誌』によれば、番場（ばんば）、永吉（ながよし）、中野（なかの）、押沼（おしぬま）、瀬又（せまた）、高田（たかた）、高倉（たかくら）、古都辺（こつべ）、東国吉（ひがしくによし）、奈良（なら）、金剛地（こんごうじ）、板倉（いたくら）の12区（いずれも町村制施行以前の旧村＝大字）からなる。

## 沿革
- 1889年（明治22年）4月1日 - 町村制施行に伴い、瀬又村・番場村・押沼村・中野村・東国吉村・金剛寺村・板倉村・永吉村・高田村・高倉村・奈良村・古都辺村が合併し市原郡市東村が発足。
- 1955年（昭和30年）2月11日 - 湿津村と合併し市津村となり消滅。